# 吉田裕 (お笑い芸人)
吉田 裕（よしだ ゆたか、1979年3月29日 - ）は、日本のお笑いタレント、喜劇俳優。吉本新喜劇の座長。
兵庫県高砂市出身。吉本興業所属。妻は同じく吉本新喜劇の前田真希。

## 略歴
高砂市立米田小学校、高砂市立宝殿中学校を経て兵庫県立高砂南高等学校卒業。大阪産業大学中退。
2000年に、高校の同級生に誘われ、吉本総合芸能学院（NSC）大阪校に入学。23期生同期には、友近、西森洋一（モンスターエンジン）、チーモンチョーチュウ、中川パラダイス(ウーマンラッシュアワー)などがいる。当時のNSC大阪校における課程には、漫才コースと新喜劇コースがあり、吉田もこの時、新喜劇コースに行かず、吉田を誘った同級生と共に漫才コースを選択し「猿笑（読み：モンキースマイル）」を結成した。当時、吉田はツッコミ担当であった。
猿笑はNSC卒業を経て1年ほど活動するも、程なくして解散となった。吉田もその後、baseよしもとを本拠に「トリプルセブン」「トレイントレイン」と相方を替えながらコンビを転々とした後、2005年に吉本新喜劇の「第1個目 金の卵オーディション」に合格し、新喜劇に入団を果たす。
芝居を回す重要な役割をこなす演技力に加えて芸風やギャグ（後述）も新喜劇の枠を越えて人気を博し、テレビタレントとしても活躍している。
2018年1月18日、同期入団の新喜劇女優の前田真希（元漫才師の前田五郎の長女）と結婚。
2018年4月10日、数日前から肝臓付近の痛みを訴えていたためこの日大阪市内の病院でMRI、レントゲンなど精密検査を受けた結果、吉田は肝臓に膿がたまり炎症を起こす肝膿瘍と診断され入院、翌11日に手術を受けた。5月16日に退院して暫く休業した後、6月1日の「吉本新喜劇全国ツアー2018」和歌山公演で舞台に復帰した。
2021年9月1日、第1子が誕生。
2023年3月21日、吉本新喜劇の座長に就任することが発表された。

## 人物・エピソード
- NSCの同期で、同じ吉本新喜劇の座員仲間である奥重敦史がたびたび吉田の項を更新している[11]。
- 愛車は初代三菱・デボネアであったが、トヨタプリウスに乗り換えたのち、現在は英国の旧車バンデンプラスプリンセス。
- 3人兄弟の末っ子である。長兄は弁護士。次兄は加古川市で塗装工事の会社を経営していて、吉田も同社の宣伝部長という名目でスタッフに名を連ねている[12]。

## 芸風・ギャグ

### 役柄・演技
- 入団当初は森田展義らと一緒にヤクザや警官などのチョイ役で登場することが多かったが、川畑泰史の座長昇任以降は芝居を回す重要な役柄を与えられることが多い。2007年11月17日放送分の『よしもと新喜劇』で初主役を演じた（小籔千豊座長公演だったが、小籔は脇役に徹していた。）。
- 2016年3月現在、辻本茂雄座長回では舞台回しと言われるツッコミ兼進行役、すっちー座長回では松浦真也や島田一の介を率いるヤクザの兄貴分や、目標を見出せず苦悩する青年を演じる事が多い。
- 大島和久や新名徹郎、桜井雅斗などの二枚目座員と比べて差別的な扱いを受けることもある。(例として、大島と共に会社員として登場した際にすっちー演じるすち子が大島の名刺は喜んで受け取るのに対し吉田の名刺は即座に捨てたり踏みつける等の扱いを行う。)

### 顔ネタ
- 「出っ歯」「馬面」「柴田理恵」「ブラックバス[2]（共演者が吉田の口に手を突っ込んで吉田を釣り上げたようにする。）」「ユ・ヘジン[13]（いじるのは主にすっちーで、入りは烏川耕一の金正恩ネタとほぼ同じ）」「(異様に整っている前髪を指して)海苔?」「散髪失敗」「ごはんですよ（のキャラクター）」「ヘルメット」「ベレー帽」などといじられる。
  - なお、顔ネタは、下記のすっちーとの「ドリルすんのかいせんのかい（乳首ドリル）」の時に小ネタとして披露することもある。
- 上記の「馬面」を発展させた、『マキバオー』ネタによるいじり（いじるのは主に内場勝則、すっちー）[2]。
「マキバオーですよね?」吉田「誰がマキバオーや!それ馬のアニメでしょ?僕マキバオーじゃないんです」
「じゃあ何バオー?」吉田「何バオーでもないねん!バオーが残ってもうてますから!吉田っていいます」
「吉田マキバオー?」吉田「下の名前ちゃうねん!下の名前は裕や!」
「あ、武豊!」吉田「ジョッキーやないかい!乗るほうでしょ?」
「乗られるほうでしょ?」吉田「そういうことやないねん!人間なんで」
「人間ですか?しょうもなっ!」吉田「なんでやねん!」という一連の流れ。松浦真也がいる場合はギターに合わせて馬のように舞台を走り回ったりする。

### ドリルすんのかいせんのかい（乳首ドリル）

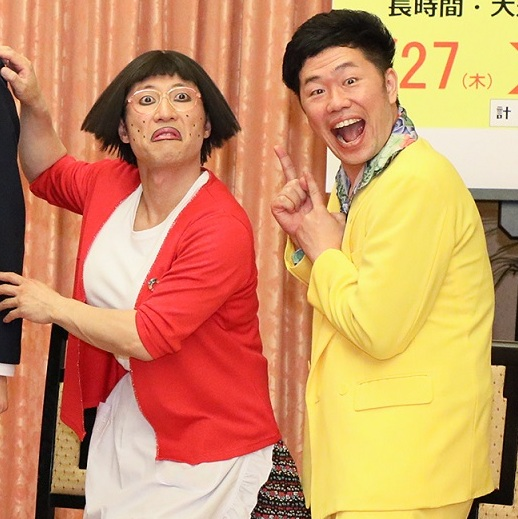
すっちー（左）と吉田裕（右）

- すっちー座長公演（この時のすっちーは、おばちゃんキャラの「すち子」、または、男性カメラマンの「須知井留シャタオ」のいずれかの役であることが大半である）で吉田裕が共演した時のお約束とも言える定番ギャグ。「ドリザッパ」で乳首をいじられた時の「乳首ドリルすな!」の台詞から『乳首ドリル』とも呼ばれ、全国で笑いを取り、吉田を一躍新喜劇の若手の星に担ぎ上げた。そのため、「乳首ドリル」のワードが広まっているが、正式には「ドリルすんのかいせんのかい」[14]である。
- 2010年頃に、京橋花月での公演に出演した際にアドリブで成立した[2]。公演を鑑賞し、このギャグを目撃した宮川大輔や宮迫博之がテレビ業界に紹介したのをきっかけに、2014年1月の『ドリーム東西ネタ合戦』、同年3月の『めちゃ×2イケてるッ!』など、全国ネット番組で放送されて知名度が上がり[2]、同年5月には、なんばグランド花月の公演を鑑賞した小学生によるギャグ人気投票「小学生が選ぶ!! これがまわりで大人気! 新喜劇イチオシギャグ!!」の第1位を獲得した[15]。
- 主に、ヤクザ、またはチンピラなどの悪役としての登場時に見せる叩かれリアクションギャグである。ギャグの知名度や人気が高まり、悪役以外で登場した場合や川畑座長公演回に出演した際にも披露している。
  - 「薪雑把」そのものは新規劇場のツッコミアイテムとして頻繁に使用されているものであるが、この芸で使用される「薪雑把」は楽屋などで「ドリザッパ」と呼ばれている専用のものが使用されており、叩いた時の音の響きがよく、かつ、痛みも少ない。小道具担当者が偶然作り上げた奇跡の1本とされ、専用ケースに収められて保管されている[要出典]。
  - 劇中で説得に応じない吉田に対してすっちー(すち子)が「言うて分からん人には、痛い目に逢うてもらいますわ」という掛け声から始まる。舞台上でこの芸が始まる前はどこからともなく隠していたドリザッパが登場し、すっちーが座長になりギャグが定着すると、客席から拍手が飛ぶようになる。
  - ギャグの中で「毛細血管がいっぱい詰まってるとこ、ワーキー（腋）」という箇所があるが[16]、人体の構造として、毛細血管が一番多いのは脳でありその次に多いのは肝臓である[16]。一方、腋部には本来であれば人体の深いところを通っている重要な血管や神経が浅いところを通っているため、このギャグは間違いである[16]。しかしながら、それゆえに、腋は急所であるとも言えるため、「腋やめろ」というのは、むしろ、的確であるといえる[16]。なお本件について吉田自身も過去にメディアから取材を受け、その事実を認める趣旨の回答をしたことがあり、同時にギャグ自体は続けるとしたものの、「学校のテストには書かないように。中学の皆さんには注意を促したい」とするコメントを出している[16]。
- この「（ドリル）すんのかいせんのかい」は、ACジャパン2018年度の日本臓器移植ネットワーク支援キャンペーン「意思表示すんのかいせんのかい」として、吉田とすっちー、子役の花城凛音が共演したCMでも用いられた[要出典]。
- 座長に就任してからは通常公演ではすっちーと共演することは原則としてなくなったため、他の出演者が乳首ドリルを仕掛けるようになった。
- また、川畑泰史の公演では、「今日、オカッパで眼鏡おばちゃん。お休みなんよ。」と言って、「誰や、それ〜」「下手くそ〜！」ツッコミをいれる。池乃めだかの場合は、素手で叩いて、「棒、使わへんのかい！」とツッコミを入れる。

### 借金トリオ
松浦真也と島田一の介の3人で登場する。島田一の介が下っ端という設定になっている。
裕が、「ワシらがどういう人間か、説明したれ、下っ端！」と言って、一の介が、「ヘイ、アニキ！」と言った後、共演者が「アレ、下っ端？！」とツッコミを入れる。
- 2020年以降、コロナ禍の影響により大声・飛沫の観点から封印状態となっていたが[17]、2022年1月3日放送の吉本新喜劇お正月SPで吉田がマスクを着用した上で披露され解禁となった。

## 出演
レギュラー番組
- よしもと新喜劇（MBSテレビ）
- 新喜劇すー（MBSテレビ）
- かかあ天下にさせへんで!（MBSテレビ、2018年4月3日 - 12月21日、前田真希と共演）
- よんチャンTV（MBSテレビ、2022年4月 - 2024年3月）-「よんチャンバラエティー」金曜リポーター
- 大阪ほんわかテレビ（読売テレビ）- 不定期出演

テレビCM
- ACジャパン 臓器提供意思表示カードキャンペーン「意思表示すんのかいせんのかい」（2018年7月 - 、すっちー、花城凛音と共演。なお、ラジオCM版もある）[18]

過去
- ヨシモト*chatterbox!（YES-fm）

テレビCM
- 江崎グリコ ポッキーチョコレート 「Hello New Friend! 大阪」篇（2007年4月24日 - 、新垣結衣と共演）
- H.I.S. 初夢フェア2016（2015年12月 - 2016年1月、すっちーと共演、関西地方のみ）

その他
- 高砂市産業振興課フィルムコミッション事務局 高砂市PRCM（2015年8月 -）[19][20]
- ビック・ツール「月光ドリル」コラボ広告（2022年、すっちーと共演）[21]